# Proteòlisi
La proteòlisi és la degradació de proteïnes ja sigui mitjançant enzims específics, anomenats proteases, o per mitjà de la digestió intramolecular. A nivell celular, la funció més important és la regulació de les proteïnes mitjançant l'eliminació d'altres. De tota manera, també la proteòlisi s'utilitza per a coordinar rutes metabòliques i regular respostes al medi ambient.